# ヴェネチア国際大学

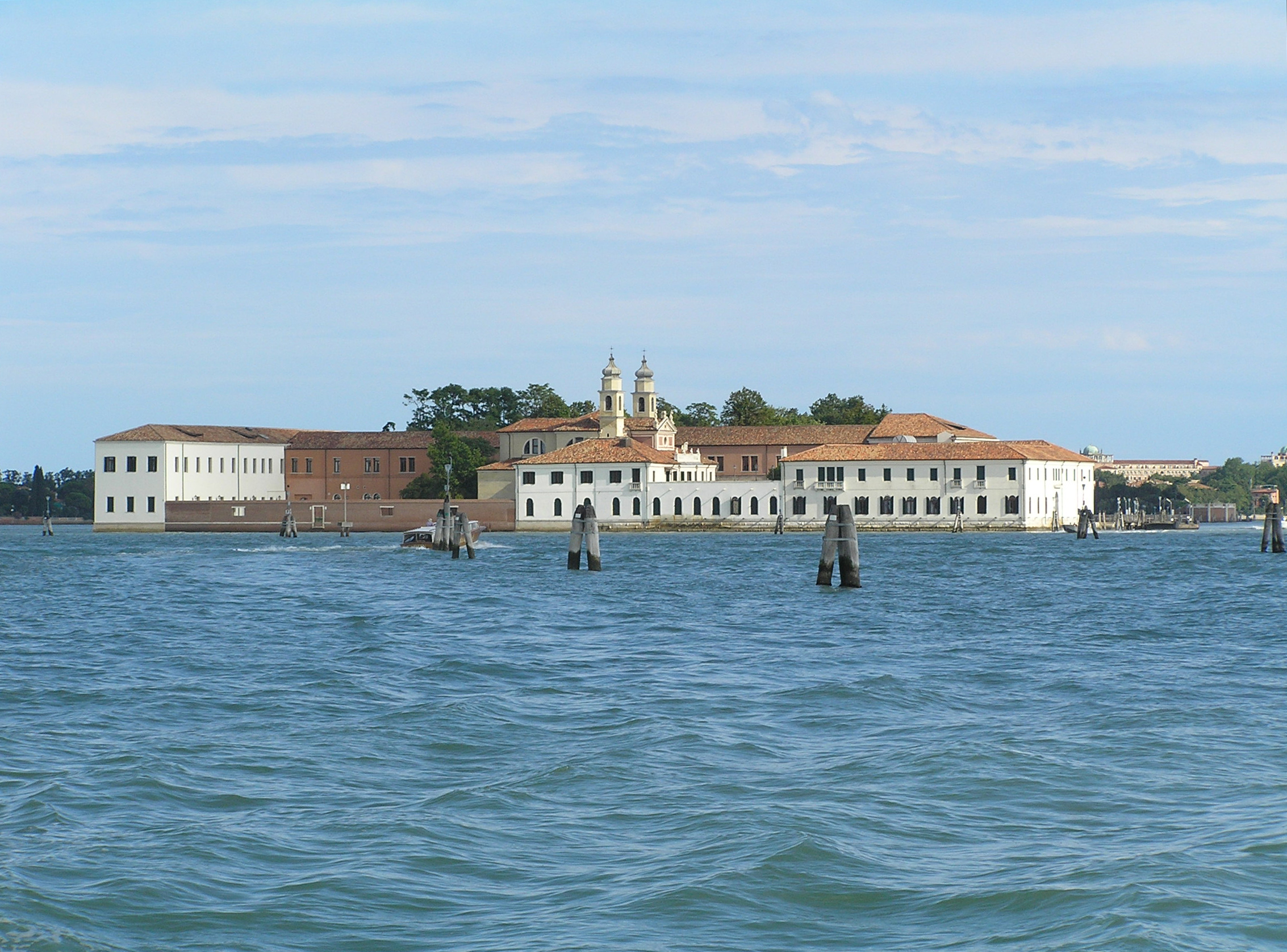
海から見たサン・セルヴォーロ島

ヴェネチア国際大学（ヴェネチアこくさいだいがく、Venice International University(VIU)）は、高等教育の国際的な研究センターで、イタリアのベニスの沖合のサン・セルヴォーロ島にある。
この大学は1995年12月15日に5つの大学と2つのイタリアの研究機関の連合組織として設立された。
創立以来、ヴェネチア国際大学は全部で16の会員大学を含むまでに成長してきた。
- ボストン大学
- デューク大学
- ルートヴィヒ・マクシミリアン大学ミュンヘン
- テルアビブ大学
- 同済大学 (上海)
- 清華大学 (北京)
- ヴェネツィア大学
- ヴェネツィア建築芸術大学 (Università Iuav di Venezia)

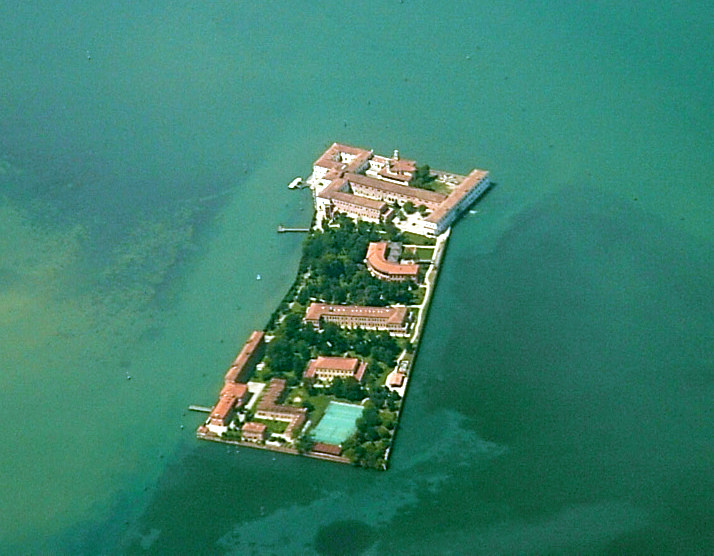
サン・セルヴォーロ島の航空写真

- ポルドー大学(フランス)
- バルセロナ自治大学
- 早稲田大学 (東京)
- パドヴァ大学(イタリア)
- サンクトペテルブルク欧州大学
- 国際研究機構 (イタリア)
- ローザンヌ大学 (スイス)
- 国立科学研究所(カナダ)
- カトリック・ルーヴァン大学(ベルギー)
- ローマ大学トルヴェルガータ校
- ヴェネツィア県

## SHSS - 人文社会科学部
人文社会科学部は、通常の大学の課程、集中的なゼミナール、また秋春のゼメスターの間に毎年恒例のカリキュラム内外の活動やサマースクールを提供している。すべてのコースが、構成大学の教授たちにより英語で行なわれている。

## TEDISセンター
TEDIS (分散型知能システムによる学術研究センター)は、1999年にヴェネチア国際大学と共同で設立された研究センターである。ここは国際的な運営委員会の監督のもとで、イノベーションと競合のための研究を推進している。 TEDISは、デューク大学のグローバリゼーション、統治、競合研究センターと共同で、産業地域とグローバリゼーショントグローバルな諸価値のつながりについて共同研究を行っている。 
TEDISでの研究は4つの主要領域に焦点を当てている:
- 産業地域、技術とそしてネットワーク。
- 中小企業、ローカルクラスタと国際化。
- 創造性、デザイン、イノベーション。
- 交通、物流、サプライチェーンマネジメン。

## TENセンター
環境ネットワーク研究センター(The Center for Thematic Environmental Networks、TEN) は、環境と持続可能な発展の分野での研究訓練センターである。2003年、イタリアの環境、土地、海省が、中国とイタリアで環境保護と共に東ヨーロッパ諸国、中央アジア、国会周辺諸国の持続可能性を維持していくための能力強化の活動を推進していくための科学的提携相手としてこのセンターを選択した。

## ヴェネチア国際大学のキャンパス
ベネチア国際大学は、サン・セルヴォーロ島にあり、かつて修道院やその後軍事病院になり、後には1987年に廃止されたが精神病院として使われていた建物を使用している。
1995年には、建物は徹底的な改修工事が行なわれ、島には今ではスポーツグラウンドやカフェテリア、バー、そして安田侃、ピエトロ・コンサグラ、ファブリッツィオ・プレッシ、サンドロ・キアのような現代アーティストの作品も並ぶような公園も作られた。
ヴェネチア国際大学の施設の中には、講義室、会議室、セミナー室、図書館、コンピュータ室やブロードバンドのWi-Fi接続室がある。公共の連絡船を使って島からベネチアの歴史的な建造物が立ち並ぶ歴史的中心地にも行くことができる。

## 関係の著名人

### 卒業生
ベネチア国際大学で学んだ著名人には以下の様な人達がいる。
- ミハル・アンスキー - イスラエルのフードジャーナリストでTVタレント。

### 関係の教職員
ベネチア国際大学で講義をしていたことのある著名な学者たち:
- キャロライン・ブラゼリアス - 芸術及び芸術史の教授。
- オリン・スターン - 文化人類学及び歴史の教授。
- クリスティン・スティルス - 芸術史及び視覚芸術の教授。
- ジョセップ・モントセラト